# Rövid és hosszú skála
A long scale és a short scale kifejezést arra a célra használják, hogy megkülönböztessék a nagy számok megnevezésnek két formáját. Magyarul azt mondhatnánk: nagy lépésközű, illetve kis lépésközű. Ebben a szócikkben az angol kifejezéseket használjuk azért, mert nincs magyar megfelelőjük.
A short scale a francia échelle courte angol fordítása. A megnevezéseknek arra a rendszerére vonatkoztatjuk, amikor minden szám ezerszer nagyobb az előzőnél. Így a billió jelentése: ezermillió (109), a trillió jelentése: ezerbillió (1012), és így tovább.
A long scale a francia échelle longue angol fordítása. A megnevezéseknek arra a rendszerére vonatkoztatjuk, amikor minden szám egymilliószor nagyobb a megelőzőnél. Így a billió (a bi és a millió összetevőkből) millió a második hatványon (1012), trillió (a tri és a millió összetevőkből) millió a harmadik hatványon (1018), és így tovább.
A 19. és a 20. században Nagy-Britanniában a long scale-t használták, míg az Amerikai Egyesült Államokban a short scale volt használatban. Ezért angol és amerikai néven nevezték. 1974-ben az Egyesült Királyságban a short scale vált hivatalossá.
Harold Wilson brit miniszterelnök 1974. december 20-án jelentette be, hogy az ország elfogadta a short scale használatát.
Sok országban, leginkább Európában a long scale használatos. De vannak egyéb rendszerek is, amelyek egyik említett rendszerrel sem egyeznek meg. Ilyen a kínai, az indiai, a japán és a koreai rendszer.

## Összehasonlítás

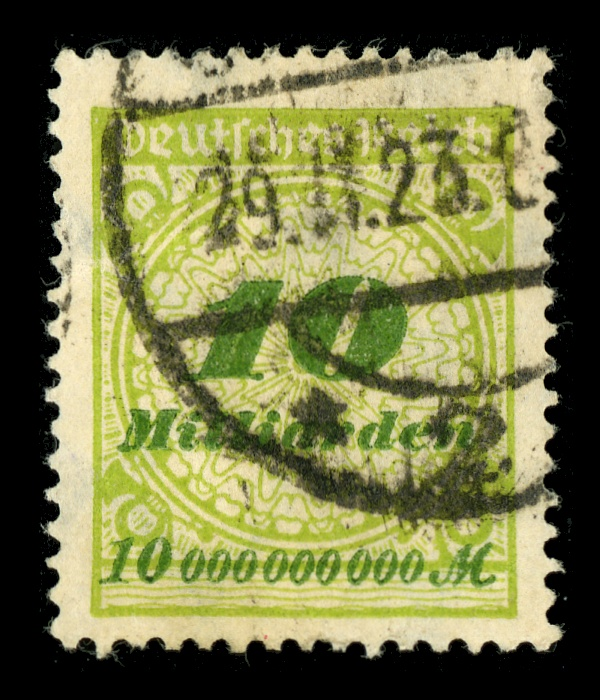
Ezen a hiperinflációs német birodalmi postabélyegen látszik, hogy a 10^{9} neve milliárd

Továbbiak találhatók a tíz hatványai szócikkben.
| érték | kiterjesztett érték               | rövid skála | rövid skála logikája | hosszú skála                 | hosszú skála logikája |
| ----- | --------------------------------- | ----------- | -------------------- | ---------------------------- | --------------------- |
| 100   | 1                                 | egy         | 10001 − 1            | egy                          | 1 000 0000.0          |
| 103   | 1000                              | ezer        | 10001 + 0            | ezer                         | 1 000 0000.5          |
| 106   | 1 000 000                         | millió      | 10001 + 1            | millió                       | 1 000 0001.0          |
| 109   | 1 000 000 000                     | billió      | 10001 + 2            | milliárd (néha ezermillió)   | 1 000 0001.5          |
| 1012  | 1 000 000 000 000                 | trillió     | 10001 + 3            | billió                       | 1 000 0002.0          |
| 1015  | 1 000 000 000 000 000             | kvadrillió  | 10001 + 4            | billiárd (néha ezerbillió)   | 1 000 0002.5          |
| 1018  | 1 000 000 000 000 000 000         | kvintillió  | 10001 + 5            | trillió                      | 1 000 0003.0          |
| 1021  | 1 000 000 000 000 000 000 000     | szextillió  | 10001 + 6            | trilliárd (néha ezertrillió) | 1 000 0003.5          |
| 1024  | 1 000 000 000 000 000 000 000 000 | szeptillió  | 10001 + 7            | kvadrillió                   | 1 000 0004.0          |

A bi a 2-re, a tri a 3-ra vonatkozik stb. Az összefüggés közöttük az alábbi:
| Rövid Skála:  | a millió ezer × (ezer)1 = 106; a billió ezer × (ezer)2 = 109; a trillió ezer × (ezer)3= 1012; stb.                                                                                                  |
|               | A következő nagyságrend tehát az ezerrel való szorzással érhető el. |
| hosszú skála: | a millió (millió)1 = 106; a billió(millió)2 = 1012; a trillió(millió)3 = 1018 stb. |
|               | A következő nagyságrend tehát a millióval való szorzással érhető el. Más szóval, a billió (bi = kettő) kétszer annyi nullát tartalmaz, mint a millió, a trillió (tri = három) háromszor annyit stb. |

A milliárd szó több európai nyelvben megtalálható, mint 109, ugyanakkor ismeretlen az amerikai angolban, amely helyette a billion szót használja, az európai angol viszont a thousand million kifejezést használja. A pénzügyi szóhasználatban gyakori yard a milliárd szóból származik, annak ellenére, hogy a milliárd szót nem használják.

## Története
E különböző értelmezések miatt ügyelni kell a nagy számok nevének fordításánál, azért is, mert azok az évszázadok alatt országon belül is változtak. Például az európai angol, a francia és az olasz történelmi dokumentumok gyakran változtatták ezen kifejezések értelmét. Jelenleg az Egyesült Királyság hivatalosan a short scale-t használja, míg Franciaország, Olaszország és más európai államok hivatalosan is a long scale-t.
A francia billion, a német Billion; a holland biljoen; a svéd biljon; a finn biljoona; a dán billion; a spanyol billón és a portugál biliao mind a 1012-re vonatkoznak, amely tehát long scale kifejezés. Ezért a fenti kifejezéseket trillióként (1012) kell a modern angol nyelvre lefordítani, és nem billió-ként (109 a short scale értelmében).
Másrészről a brazíliai portugál bilhao (eltér az európai portugáltól), a walesi biliwn a 109-re vonatkozik, és az angol billió szóval fordítandóak.
Lásd még a Mai állapot szakaszban.

### Időrendje
| 1475                | Jehan Adam francia matematikus következetesen a „bymillion” és „trimillion” szavakat használta 1012 és 1018 értelmében. |
| 1484                | Nicolas Chuquet francia matematikus, „Triparty en la science des nombres” című dolgozatában a byllion, tryllion, quadrillion, quyllion, sixlion, septyllion, ottyllion, and nonyllion szavakat használta 1012, 1018 stb. értelemben. |
| 1549                | Jacques Peletier du Mans a milliárd („milliart”) szót „Million de Millions” értelemben használta, pl. 1012. |
| 17. század          | a hagyományos hat számjegyű csoportok három számjegyűvé bomlottak. A francia és olasz tudósok kezdték a billió szót 109 értelemben használni. A többség inkább az ezermillió kifejezést használta, vagy a Peletier által használt milliárd szót, ezermillió értelemben a millió millió helyett. |
| A 18. század közepe | A short-scale jelentés „billió” értelemben terjedni kezdett az amerikai angol telepesek közt. |
| A 19. század eleje  | Franciaország széles körben alkalmazni kezdte a short scale-t, követvén az Egyesült Államokat, és kötelezővé tette az iskolákban való tanítását. A francia lexikonok ekkoriban „idejétmúlt rendszer”-ként említették. |
| 1926                | Henry Watson Fowler az A Dictionary of Modern English Usage művében ezt írja: Fel kell hívnom a figyelmet arra, hogy az amerikai értelemben vett [„billió”] nem azt jelenti, mint az európai angol. Számunkra ez azt jelenti, hogy millió a második hatványon, míg az amerikaiak számára: az ezer kétszer is megszorozva önmagával, tehát az ezermillót, amelyet mi milliárdnak nevezünk. Sajnálatos, főleg a csillagászat számára, hogy e szavak értelmezése nem egyforma. |
| 1948                | A 9. Általános Súly- és Mértékügyi Konferencia javaslatot tett a long scale általános használatára, és felhívta a short scale országait, hogy térjenek át. A javaslatot elfogadták, de a tagországok nem emelték törvényerőre. |
| 1960                | A 11. Általános Súly- és Mértékügyi Konferencia elfogadta az SI-mértékegységrendszert, annak prefixumaival együtt. Emiatt a prefixumok rendszere független a nagy számok elnevezési szokásaitól. |
| 1961                | A francia kormány deklaráltaa long scale használatát a hivatalos közlönyre (Journal Officiel) vonatkozóan. |
| 1974                | Harold Wilson brit miniszterelnök a Statisztikai Hivatal működésével kapcsolatos beadványra írásos válaszában a short scale használatát írta elő (1974. december 20.). A 20. század utolsó negyedében az angol nyelvű országok többsége (Írország, Ausztrália, Új-Zéland és a Dél-afrikai Köztársaság követték ezt, habár nem teljes következetességgel. |
| 1975                | Genevieve Guitel francia matematikus javaslatot tett az échelle courte (short scale) és échelle longue (long scale) kifejezés használatára. |
| 1994                | Az olasz kormány deklarálta a long scale hivatalos használatát. |

A millió szó az ófrancia million szóból származik, megegyezően az óolasz millione szóval, eredetileg „ezer” jelentéssel, de hangsúlyozott értelemben, mint „nagy ezer”; tehát millió. A nyelvtani jelenség hasonlatos ahhoz, ahogy a „tucat” szóból a „nagytucat” szó keletkezett.

## Mai állapot

### Ashort scaleországai
106 = egymillió, 109 = egybillió vagy egymilliárd, 1012 = egytrillió stb.

#### Angol nyelvű területek
A legtöbb angol nyelvű állam a short scale-t 109 = billió értelemben használja. Például:
 AUS (angolul)
 HKG (angolul)
 IRL (angolul)
 Új-Zéland (angolul)
 PHI (angolul); de short-scale szavak használatosak a filippínó nyelvben is.
 SGP (angolul)
 Egyesült Királyság, Wales kivételével
 USA (angolul)

#### Egyébshort scalenyelvek és országok
A trillió-t vagy hasonló kifejezést használnak 1012 értelmében, vagy billió-t 109 értelmében, de hagyományosan használják a „milliárd”-ot is 109 értelmében
 BRA portugálul  (bilhao, trilhao)
 EST észtül  (miljard, triljon)
 INA Indonézia   (milyar, triliun)
 LVA lettül  (miljards, )
 LTU litvánul  (milijardas, trilijonas)
 ROM románul  (miliard vagy bilion, trilion)
 TUR törökül  (milyar, trilyon)
 WAL walesiül  (biliwn, triliwn)

#### Short scalevegyesen egyéb terminológiával
Görögország
 GRE (εκατομμύριο ekatommyrio „ezer-myriad” = 106; δισεκατομμύριο disekatommyrio „bi-hundred-myriad” = 109; τρισεκατομμύριο trisekatommyrio „tri-hundred-myriad” = 1012; τετράκις εκατομμύριο tetrakis ekatommyrio „tetra-hundred-myriad” = 1015, és így tovább.)

### Long scaleországok
106 = egymillió, 109 = egymilliárd, ill. ezermillió, 1012 = egybillió, 1015 = ezerbillió, ill. egybilliárd, 1018 = egytrillió stb.
A hagyományos long scale használatos az európai kontinens országaiban vagy az onnan származó nyelveknél, figyelemre méltó kivételekkel, mint Görögország, Románia vagy Brazília. Néhány példa:
 AND (katalánul: miliard or typ. mil milions, bilió)
 ARG (spanyolul: mil millones, billón)
 AUT osztrák: Milliarde, Billion)
 BEL (franciául: milliard, billion; holland nyelv: miljard, biljoen; németül: Milliarde, Billion)
 BIH (szerbül: милијарда milijarda, Билион bilion; horvátul: milijarda, bilijun)
 CHI (spanyol: mil millones, billón)
 COL (spanyol: mil millones, billón)
 CRC (spanyol: mil millones, billón)
 CRO horvátul (milijarda, bilijun)
 CZE csehül (miliarda, bilion)
 DEN dánul (milliard, billion)
 DOM (spanyol: mil millones, billón)
 ECU (spanyol: mil millones, billón)
 SLV (spanyol: mil millones, billón)
 FIN (sinn: miljardi, biljoona; finnországi svéd: miljard, biljon)
 FRA francia (milliard, billion)
 DEU (Milliarde, Billion)
 GUA (spanyol: millardo, billón)
 HUN magyar nyelv (milliárd, billió illetve ezer milliárd)
 ISL Izland (milljarður, billjón)
 ITA Olaszország (miliardo, bilione)
 LIE (németül: Milliarde, Billion)
 LUX (luxembourgi: milliard, billioun; franciául: milliard, billion; német: Milliarde, Billion)
 MEX (spanyol: mil millones or millardo, billón)
 MON (francia: milliard, billion)
 NLD (miljard, biljoen)
 NOR Norvégia (milliard, billion)
 PRY (spanyol: mil millones, billón)
 PER (spanyol: mil millones, billón)
 POL (miliard, bilion)
 POR (mil milhoes or milhar de milhoes, biliao)
 SRB szerbül (милијарда milijarda, Билион bilion)
 SVK Szlovák(miliarda, bilión)
 SLO Szlovén (milijarda, bilijon)
 ESP (Spanyol: millardo or typ. mil millones, billón)
 SWE (miljard, biljon)
 CHE francia: milliard, billion; német: Milliarde, Billion; olasz: miliardo, bilione)
 URU (Spanyol: mil millones or millardo, billón)
 VEN (Spanyol: mil millones or millardo, billón)

### Mindkét változatot használják
| Ország | Short scale használata                             | Long scale használata                             |
| ------ | -------------------------------------------------- | ------------------------------------------------- |
| CAN    | kanadai angol (billion = 109, trillion = 1012)     | kanadai francia (milliard = 109, billion = 1012). |
| RSA    | dél-afrikai angol (billion = 109, trillion = 1012) | Afrikaans (miljard = 109, biljoen = 1012)         |

### Semshort,semlong scalejelölést nem használnak
Az alábbi országok saját jelölési rendszert használnak
| Ország                                                              | számok rendszere             | megjegyzés                                          |
| ------------------------------------------------------------------- | ---------------------------- | --------------------------------------------------- |
| CHN Kína és · TWN Tajvan                                            | kínai számok                 | hagyományos írásjegyeket használnak egészen 1072-ig |
| IND India · PAK Pakisztán · BGD Banglades · NPL Nepál · MYA (Burma) | indiai számjelölési rendszer | hétköznapi használatra mindkettőt használják        |
| JPN Japán                                                           | Japán számok: 10 hatványai   | hagyományos jelölési rendszer egészen 1068-ig       |
| KOR Dél-Korea, · Észak-Korea                                        | koreai számok                | hagyományos jelölési rendszer egészen 1068-ig       |